# Vladimir Sommer
Vladimir Sommer, češki skladatelj, * 28. februar 1921, Dolni Jeretin, Češka, † 8. september 1997, Praga.